# Udenhain
Udenhain ist nach Schlierbach und vor Hellstein, Neuenschmidten, Spielberg und Streitberg der zweitgrößte der sechs Ortsteile der Gemeinde Brachttal im hessischen Main-Kinzig-Kreis.

## Geographie

### Geographische Lage
Udenhain, ein Haufendorf im südlichen Vogelsberg, liegt im Gegensatz zu den anderen Ortsteilen Schlierbachs, östlich der Bracht. Die Höhenlage schwankt zwischen 160 m und 345 m NHN. Von nordöstlicher in südwestlicher Richtung durchfließt den Ort der Krötenbach, der teilweise verrohrt ist.

### Nachbargemeinden
Im Westen von Udenhain liegen die Ortsteile Hellstein und Neuenschmidten der Gemeinde Brachttal. Im Norden ist Untersotzbach, ein Ortsteil von Birstein und im Nordosten Katholisch-Willenroth, ein Ortsteil von Bad Soden-Salmünster.

## Geschichte

### Ortsname
Die älteste bekannte Namensform des Ortes ist „Udenheim“. Spätere historische Bezeichnungen sind „Udenhain“ (1331), auch „Udinhen“ (1335) und etwas später (1529) „Odenhain“. Die Endungen -heim/-hain verweisen auf eine feste Behausung bzw. auf Wald, der teilweise heute noch das Bild der Umgebung prägt. Der erste Namensteil Uden- oder Oden- könnte eine Eigentumszuweisung zu einem Udo/Odo sein, also etwa „der Wald-“ oder das „Heim des Udo/Odo“.

### Überblick
Wenngleich die älteste bekannte Urkunde, die den Ort erwähnt, erst aus dem Jahre 1325 stammt, so verweist doch der dort genannte Name Udenheim, mit der Endung „-heim“ auf eine deutlich frühere fränkische Besiedlung, vielleicht im 7./8. Jahrhundert. In diese Richtung deutet auch der Patron der Kirche, Sankt Martin, der auch Patron der Franken war
Die größere Verwaltungseinheit, das Gericht Udenhain, zu dem Udenhain, Hellstein, Schlierbach, Breitenborn, Wittgenborn, Leisenwald, Spielberg, Streitberg, Helfersdorf, Neuenschmidten, Schächtelburg und Weiherhof gehörten, wurde als Königsland, unter Rudolf I. von Habsburg (1218–1291) an die Wetterauer Grafen von Weilnau verpfändet. Von ihnen ging es auf die Trimberger über und 1335 erwarb Luther von Isenburg das Gericht Udenhain von Konrad von Trimberg. Die Isenburger blieben bis zum Wiener Kongress Landesherren.
Schon im Mittelalter und bis ins 19. Jahrhundert hatte der Ort Waldrechte (Holz- und Huterechte) im Büdinger Wald, er war den sog. eingeforsteten (durch Rodungen im Büdinger Wald entstandenen) Dörfern (z. B. Breitenborn (Gründau)) gleichgestellt worden.
Bereits im 15. Jahrhundert erhielt das Dorf eine Kirche.
Von 1821 bis 1866 gehörte das Dorf zum kurhessischen, von 1866 bis 1945 zum preußischen und von 1945 bis 1972 zum hessischen Kreis Gelnhausen.

### Jüdisches Leben
Seit Beginn des 20. Jahrhunderts lebten auch Juden in Udenhain. Sie waren an die seit 1868 existierende jüdische Gemeinde in Hellstein angebunden. Dort gab es neben der Synagoge auch eine jüdische Schule und ein rituelles Bad (Mikwe). Die Toten wurden in Birstein beigesetzt.

### Hessische Gebietsreform
Am 1. Juli 1974 wurde Udenhain im Zuge der Gebietsreform in Hessen kraft Landesgesetz, als letzte Teilgemeinde, in die Gemeinde Brachttal eingegliedert.
Für Udenhain, wie für alle eingegliederten ehemals eigenständigen Gemeinden von Brachttal, wurde ein Ortsbezirk mit Ortsbeirat und Ortsvorsteher nach der Hessischen Gemeindeordnung gebildet.

## Bevölkerung
Einwohnerstruktur 2011
Nach den Erhebungen des Zensus 2011 lebten am Stichtag, dem 9. Mai 2011, in Udenhain 996 Einwohner. Darunter waren 21 (2,1 %) Ausländer.
Nach dem Lebensalter waren 156 Einwohner unter 18 Jahren, 399 zwischen 18 und 49, 246zwischen 50 und 64 und 195 Einwohner waren älter.
Die Einwohner lebten in 417 Haushalten. Davon waren 111 Singlehaushalte, 126 Paare ohne Kinder und 144 Paare mit Kindern, sowie 27 Alleinerziehende und 9 Wohngemeinschaften. In 87 Haushalten lebten ausschließlich Senioren und in 273 Haushaltungen lebten keine Senioren.
Einwohnerentwicklung
- 1529: 19 Häuser[1]

| Udenhain: Einwohnerzahlen von 1834 bis 2020 | Udenhain: Einwohnerzahlen von 1834 bis 2020 | Udenhain: Einwohnerzahlen von 1834 bis 2020 | Udenhain: Einwohnerzahlen von 1834 bis 2020 | Udenhain: Einwohnerzahlen von 1834 bis 2020 |
| --- | ------------------------------------------- | ------------------------------------------- | ------------------------------------------- | ------------------------------------------- |
| Jahr |                                             |                                             |                                             | Einwohner                                   |
| 1834 | 1834                                        |                                             | 541                                         | 541                                         |
| 1840 | 1840                                        |                                             | 517                                         | 517                                         |
| 1846 | 1846                                        |                                             | 532                                         | 532                                         |
| 1852 | 1852                                        |                                             | 547                                         | 547                                         |
| 1858 | 1858                                        |                                             | 541                                         | 541                                         |
| 1864 | 1864                                        |                                             | 547                                         | 547                                         |
| 1871 | 1871                                        |                                             | 558                                         | 558                                         |
| 1875 | 1875                                        |                                             | 612                                         | 612                                         |
| 1885 | 1885                                        |                                             | 624                                         | 624                                         |
| 1895 | 1895                                        |                                             | 671                                         | 671                                         |
| 1905 | 1905                                        |                                             | 658                                         | 658                                         |
| 1910 | 1910                                        |                                             | 673                                         | 673                                         |
| 1925 | 1925                                        |                                             | 699                                         | 699                                         |
| 1939 | 1939                                        |                                             | 679                                         | 679                                         |
| 1946 | 1946                                        |                                             | 748                                         | 748                                         |
| 1950 | 1950                                        |                                             | 789                                         | 789                                         |
| 1956 | 1956                                        |                                             | 712                                         | 712                                         |
| 1961 | 1961                                        |                                             | 730                                         | 730                                         |
| 1967 | 1967                                        |                                             | 767                                         | 767                                         |
| 1970 | 1970                                        |                                             | 792                                         | 792                                         |
| 1980 | 1980                                        |                                             | ?                                           | ?                                           |
| 1990 | 1990                                        |                                             | ?                                           | ?                                           |
| 2000 | 2000                                        |                                             | ?                                           | ?                                           |
| 2011 | 2011                                        |                                             | 996                                         | 996                                         |
| 2020 | 2020                                        |                                             | 961                                         | 961                                         |
| Datenquelle: Historisches Gemeindeverzeichnis für Hessen: Die Bevölkerung der Gemeinden 1834 bis 1967. Wiesbaden: Hessisches Statistisches Landesamt, 1968. Weitere Quellen: ; Zensus 2011 |                                             |                                             |                                             |                                             |

Historische Religionszugehörigkeit
| • 1885: | 608 evangelische (= 98,86 %), zwei katholische (= 0,33 %), fünf jüdische (= 0,81 %) Einwohner |
| • 1961: | 660 evangelische (= 90,41 %), 68 katholische (= 9,32 %) Einwohner                             |

## Religion
Udenhain war anfangs eine große Pfarrei, die alle Dörfer des Gerichtes Udenhain umfasste, also: Hellstein, Schlierbach, Breitenborn, Wittgenborn, Leisenwald, Spielberg, Streitberg, Helfersdorf, Neuenschmidten, Schächtelburg und Weiherhof. 1461 gehörte Udenhain zum „Stift ad gradus“ in Mainz. Graf Anton, ein Urenkel des Stifters der Kirche, Diethers I., führte ab 1545 den evangelischen Glauben auch in Udenhain ein. Der erste evangelische Pfarrer war Johann Wolfrich (1545–1565). Auch alle nachfolgenden Pfarrer bis zum Jahr 1753 sind verzeichnet. 1546/47, im Schmalkaldischen Krieg, wurde die Kirche überfallen und ausgeraubt. 1689 erfolgte die Abtrennung des untergeordneten Gerichtes Spielberg, das eine eigene Pfarrei erhielt. 1753 wurde der Pfarrsitz nach Hellstein verlegt. Mehrfach erfolgte, im Laufe der Zeit, ein Pfarrer-Wechsel zwischen lutherisch und reformiert. 1923 fanden sich unter den Dielen des Altarraums drei Grabsteinplatten. Sie betrafen den Pfarrer Johann Wolfrich (1545–1565), den Pfarrer Hartmann Wick (1698 – 25. Oktober 1730) und dessen früh verstorbene sieben Kinder. Darüber hinaus sind in Udenhain noch ein weiterer Grabstein (um 1740) und zwei Epitaphien (einer davon mit Datum 1565) vorhanden. Um sie vor dem Zerfall zu retten, wäre eine wetter- und grundwassergesicherte Aufstellung notwendig.

## Politik
Ortsbeirat
Für Udenhain besteht ein Ortsbezirk (Gebiete der ehemaligen Gemeinde Udenhain) mit Ortsbeirat und Ortsvorsteher nach der Hessischen Gemeindeordnung.
Der Ortsbeirat besteht aus vier Mitgliedern. Seit den Kommunalwahlen 2016 gehören ihm drei Mitglieder der CDU und ein Mitglied von Bündnis 90/Die Grünen an. Der Ortsvorsteher ist Klaus Schumann.

## Kultur und Sehenswürdigkeiten

### Bildung

#### Kindertagesstätten
Der nahe Kindergarten Regenbogen im Ortsteil Neuenschmidten verfügt über drei Gruppen, in denen bis zu 55 Kinder ab 3 Jahren bis zum Schulbeginn betreut werden. Ebenso wie der Kindergarten Regenbogen befindet sich auch die benachbarte Kita Schatzkiste in städtischer Trägerschaft.

#### Schulen
Die Udenhainer Kinder wurden der Grundschule Birstein zugeordnet. Als Udenhain später, 1974, in die Gemeinde Brachttal eingemeindet wurde, blieben die dort wohnenden Kinder in der Grundschule Birstein.
Im Stadtzentrum Wächtersbachs befindet sich als weiterführende Schule eine kooperative Gesamtschule, die Friedrich-August-Gent-Schule und in Gelnhausen das Grimmelshausen-Gymnasium. Die Ortsteile der Nachbargemeinde Brachttal sind mit Buslinien an das Schulzentrum Wächtersbach angebunden.

### Kulturdenkmäler
- Martinskirche, gemeinsam mit der Gerichtslinde, auf einem Hügel in Ortsmitte gelegen, blickt auf eine mehr als 900-jährige Geschichte zurück (siehe auch unter Öffentliche Einrichtungen: „Martinskirche“).
- Gerichtslinde, sie steht neben der Martinskirche, dominant auf dem Kirchberg in Ortsmitte[17] (siehe auch Kapitel Naturdenkmäler).
- Kreuzstein (auch „Schneiderkreuz“ genannt) am Ortsausgang, in Richtung Untersotzbach. Das aus dem 15. Jahrhundert stammende, 67 cm breite, rote Sandsteinkreuz „… zeigt im Flachrelief eine geöffnete Schere und darüber eine dicke, senkrecht angeordnete Nadel. Hier sollen sich nach mündlicher Überlieferung zwei Schneider erschlagen haben“.[18] Der manchmal als Nadel interpretierte Gegenstand ist deutlich größer als eine Nadel und scheint daher vielmehr ein Messer zu sein, das als die Mordwaffe gilt[19].

### Naturdenkmäler
- Linde neben der Martins-Kirche mit einem Brusthöhenumfang von 7,45 m (2014)[20] und einem Wurzelumfang von 10 m. Sie ragt wenige Meter über die Kirchturmspitze hinaus. Die Baumkrone ist mit Ankern und Spannseilen gesichert und muss regelmäßig zurückgeschnitten werden, um der Windlast zu widerstehen. Ein Feuer im Jahr 2002 im Hohlraum des Baumes hat keinen dauerhaften Schaden verursacht. Die Linde wird unterschiedlich alt, und insbesondere wegen ihrer ehemaligen Funktion als Gerichtslinde auf bis zu 650 Jahren geschätzt.[18] Realistischer scheinen aber etwa 300 bis 400 Jahre, da es sich um eine Nachfolgerin der ehemaligen Gerichtslinde handelt[21]. Wegen des Alters des Naturdenkmals, seines Befalls mit dem das Holz zersetzenden Brandkrustenpilz und insbesondere wegen seiner kulturellen Bedeutung, ist in unmittelbarer Nachbarschaft bereits eine Nachfolgelinde gepflanzt worden. Dabei musste vorsorglich, als Infektionsschutz vor der genannten Krankheit, ein großer Bereich der Erde im Neupflanzbereich (etwa 3 m Durchmesser) ausgetauscht werden.

### Martinskirche

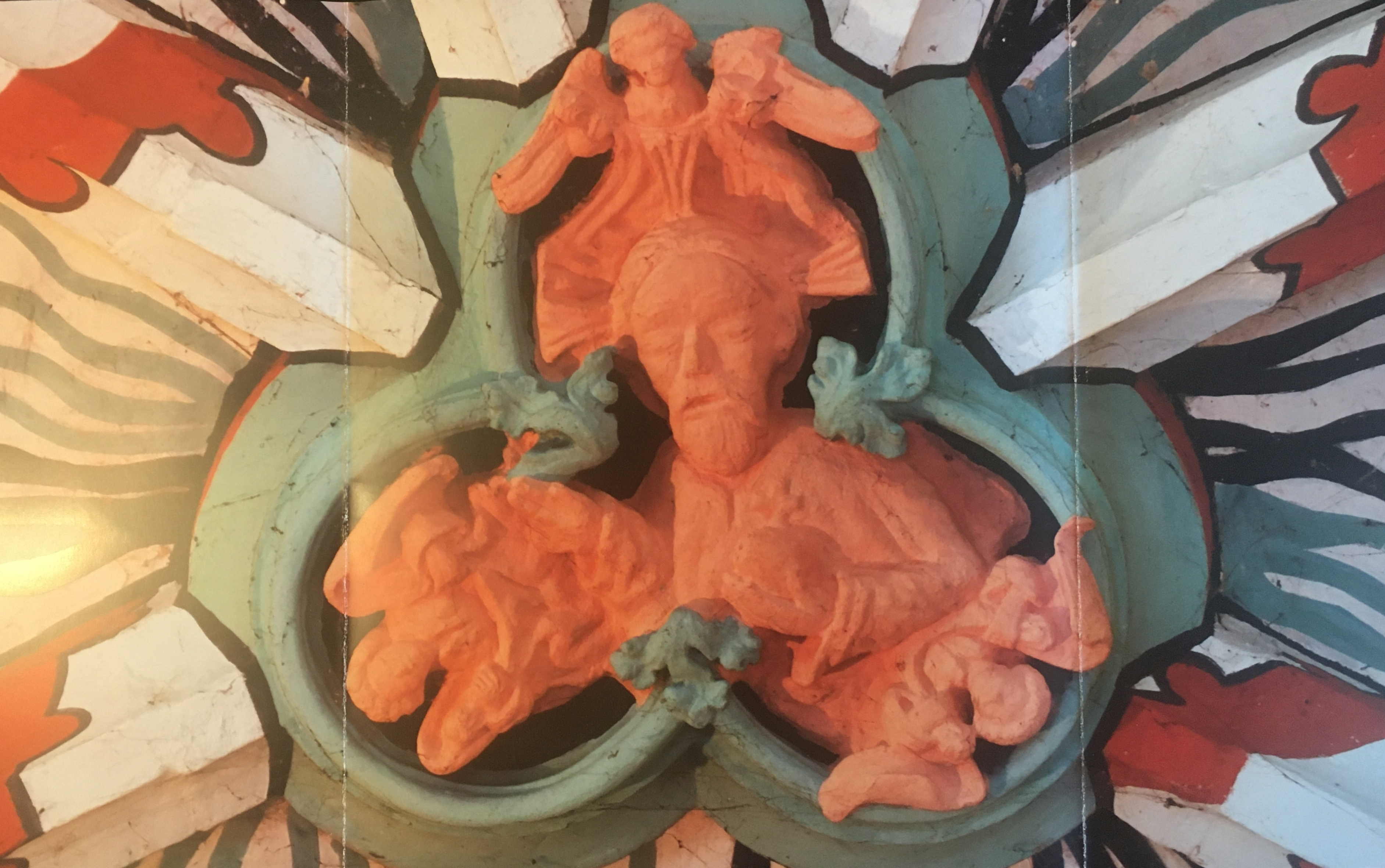
Christus segnet und hält die Welt, dazu 3 Engel, im Schlussstein der Martinskirche Udenhain

#### Anlage
Beim ersten Blick auf die evangelische Martinskirche fällt sofort die „malerische Lage“ auf einem „das Dorf überragenden Hügel“ und eine „fast vollständige Erhaltung der mittelalterlichen Anlage“ ins Auge. Doch es lohnt noch ein vertiefender, zweiter Blick, um weitere Details und Spuren des Werdeganges des historischen Gotteshauses zu erfassen.
Umgeben ist die Kirche von einem vollständig, wenn auch nicht in originaler Höhe der ursprünglichen Wehranlage erhaltenen, „burgartigen Kirchhofbering“, der Schutz „für Bevölkerung und Vieh“ bot, aber mit der symbolischen Linde auch Gerichtsstätte war.
Die Kirche selbst (80–90 cm Mauerstärke, der Westturm (115 cm Mauerstärke), Gusserker mit „Pechnase“ über dem Tor, nur Schlitze für den Lichteinfall) zeigt noch den Charakter der Wehrkirche, die die Martinskirche einmal war. Auch der Zugang zum Turm war im Mittelalter nur mit Leitern von außen möglich.
Das Langhaus hat Schlitzfenster der Frühgotik. Erkennbare Änderungen des Baumaterials der oberen Partie gegenüber dem unteren Baukörper geben Hinweise auf die Baugeschichte des Gotteshauses. In der Kirche fällt das Licht durch schöne Maßwerkfenster auf Altar, Pfarrstand mit Piscina in der südlichen Chorwand und den kunstvollen Tabernakel, mit der Jahreszahl 1446 (M CCCC XXXX VI) und den Wappen der Stifter (Graf Diether I. von Isenburg-Büdingen, um 1390–1461) und seiner Frau Elisabeth Gräfin von Solms-Braunfels († 17. Juli 1451), in der Nordwand. Der Tabernakel ist, bis auf den Wimperg, in einem guten Erhaltungszustand. Letzterer fiel einem nicht datierten Bildersturm zum Opfer. Im Schlussstein des Kreuzrippengewölbes im Chor ist eine, mit einer Hand segnende und mit der anderen die Weltkugel haltende Christus-Halbfigur, mit drei Engeln zu erkennen.
Bis vor dem Ersten Weltkrieg gab es zwei Glocken, eine davon musste kriegsbedingt abgegeben werden. Es verblieb noch eine alte, gotische Glocke mit der Inschrift: „HILF GOTT UND MARIA AMEN“. Auch im Zweiten Weltkrieg mussten die zwischenzeitlich ersetzten Glocken wieder abgegeben werden. Zu der wiederum verbliebenen einen, gotischen Glocke kamen nach dem Krieg drei weitere Glocken hinzu.

#### Baugeschichte
Ins 11./12. Jahrhundert (Romanik) wird der vermutete Bau einer Vorgängerkapelle der heutigen Martinskirche datiert. Der Kirchhof war zunächst auch Friedhof, wie Funde aus Grabungen in den Jahren 2014/15 belegen. Die erste Kapelle wich 1446 einer solchen aus behauenen Sandsteinen und Feldsteinen. Auffällig ist, dass die zweiteiligen Fenster an den Polygonseiten des Chores „je einem Fenster der Seitenchöre zu Orb“ so sehr gleichen, „dass beide nur von einem Meister, zu annähernd gleicher Zeit ausgeführt sein können“
Interessant, und durch dendrochronologische Untersuchungen belegbar ist, dass das Holz des Chordachstuhls (Holzeinschlag um 1437) älter ist als der Dachstuhl des Kirchenschiffes (Holzeinschlag um 1450). Der Einsatz von sorgfältig bearbeiteten Ecksteinen an der Trennlinie zwischen Chor und Schiff legt einen unabhängigen und früheren Abschluss der Bauarbeiten am Chor gegenüber dem Kirchenschiff nahe. Das Kirchenschiff und der Chor sind gleich breit. Viele Steinmetzzeichen wurden gefunden. Auch Spuren baulicher Veränderung sind an vielen Stellen erkennbar: Zum Beispiel an der Nordseite ein zugemauerter gotischer Torbogen, weiterhin schlossen die Maßwerkfenster, wie an dem unterschiedlichen Steinmaterial erkennbar, wohl früher mit einem romanischen Rundbogen ab.
1706, unter Pfarrer Wick, erfolgte sowohl auf der Nord- als auch auf der Südseite der Kirche, der Einbau von je 2 schmalen, übereinanderliegenden Emporen. Da in der Folge die Lichterverhältnisse in der Kirche unzureichend waren, ließ man rechteckige Fenster hinein brechen. 1829 wurde die Kirche nach einem Dachstuhlbrand neu hergestellt. 2004–2005 wurde die Turmhaube wegen Einsturzgefahr erneuert. 2014–2015 erfolgte eine denkmalgerechte Grundsanierung der teilweise eingestürzten, anderenteils einsturzgefährdeten, 160 m langen Umfassungsmauer, mit Fundamenterneuerung. Auch eine aufwändige Entschuttung des Dachbodens der Kirche war notwendig. Die Arbeiten wurden zu großen Teilen in Eigenleistung durch den Förderkreis Martinskirche Udenhain durchgeführt.

## Infrastruktur und Wirtschaft

### Verkehrsanbindung

#### Straße
Durch den Ort führt die Landesstraße 3443, die eine Verbindung zu den Ortsteilen Hellstein und Neuenschmidten herstellt. Über die Kreisstraße 885 ist Udenhain im Norden mit Untersotzbach (3 km), einem Ortsteil Birsteins verbunden. Im Nordosten führt die Landesstraße 3443 nach Katholisch-Willenroth (2 km). Die Landesstraße 3443 verbindet Udenhain nach Westen hin mit dem Ortsteil Hellstein (3 km) und weiter mit dem Gemeindezentrum in Schlierbach.
Der nächste Autobahnanschluss ist (AS 45) Bad Orb-Wächtersbach an der A 66 (Frankfurt–Fulda).

#### Bahn
Der nächste Bahnhof befindet sich in Wächtersbach an der Bahnstrecke Frankfurt–Göttingen. Hier verkehrt die Regionalbahn, im Bereich Wächtersbach–Frankfurt im Stundentakt. Der Bahnhof ist behindertengerecht ausgebaut.

### Feuerwehr
Die Freiwillige Feuerwehr Udenhain wurde 1895 gegründet. 1973 kam eine Jugendfeuerwehr und am 1. Dezember 2012 die Kinderfeuerwehr hinzu. Heute verfügt die Einsatzabteilung der Feuerwehr über 19 Personen, die Jugendfeuerwehr über 12 Personen und die Kindergruppe zählt 11 Mitglieder.

### Dorfgemeinschaftshaus und Grillplatz
Das Dorfgemeinschaftshaus Udenhain verfügt über einen großen Saal mit 216 m², der maximal 216 Personen fasst und einen kleinen Saal mit 111 m² für bis zu 111 Personen. Neben der kommunalen Nutzung kann die Einrichtungen auch für private Veranstaltungen aller Art, Familienfeiern, Präsentationen, Seminare und Ähnliches gebucht werden.